# 土岐町
土岐町（ときちょう）は、かつて岐阜県土岐郡にあった町である。
現在の瑞浪市土岐町に該当し、瑞浪市中心部から東部にかけての土岐川沿いである。江戸時代、中山道と名古屋城下を結んだ脇往還（下街道）の立場が設置されていた。
尚、土岐市は土岐郡土岐町が市制施行した市ではなく、駄知町、土岐津町など8ヵ町村の合併で新設された市である。
山内和幸『地名由来　飛騨・美濃』（まつお出版, 2014.12）によれば、土岐市や土岐川に含まれる「土岐」という地名の発祥地が瑞浪市土岐町で、「とき」は「『とち』と語源をおなじくし、切り立った断崖や急斜面を意味する」という。

## 歴史
- 江戸時代末期、この地域は岩村藩領、尾張藩領、天領、旗本領（遠山氏）であった。
- 1872年（明治5年）5月 - 旧来の神箆村、大草村、清水村、一日市場村、市原村が合併し、神箆村となる。
- 1875年（明治8年）1月1日 - 神箆村と猿子村が合併し、土岐村となる。
- 1889年（明治22年）7月1日 - 町村制施行に伴い、土岐村が発足。
- 1926年（大正15年）4月1日 - 町制施行し、土岐町となる。
- 1951年（昭和26年）4月1日 - 瑞浪町と合併し瑞浪土岐町が発足。同日土岐町廃止。

## 教育
- 岐阜県立土岐高等学校（現・岐阜県立瑞浪高等学校）
- 土岐町立土岐中学校（現・瑞浪市立瑞浪北中学校）
- 土岐町立土岐小学校（現・瑞浪市立土岐小学校）
- 土岐町立土岐小学校益見分校（1948年廃校）

## 交通
- 国鉄中央本線（通過のみ）

## 神社・仏閣
- 信光寺 - 字木暮 に所在する臨済宗妙心寺派の古刹
- 大通寺
- 正源寺
- 禅躰寺
- 桜堂薬師
- 光善寺址